# 먼데이 나잇 베이스볼
'먼데이 나잇 베이스볼은  프로 야구 시즌에 한해서 매주 월요일 밤 6시 40분에 스카이 스포츠에서 방송되었던 텔레비전 프로그램이다.
야구계 주요 이슈를 전문가들의 토크쇼 형식으로 선보이는 신개념 주간 야구 매거진 프로그램. 단순 경기 리뷰가 아닌 야구팬이 궁금해하는 흥미 요소만 뽑아서 소개한다. 2016 시즌에 랭킹 시스템을 도입한 랭킹 베이스볼이 대신 방송되었으나, 2017 시즌에 맞춰 시즌2로 오지만 2018 시즌 스카이 스포츠의 KBO 리그 중계 포기 선언으로 시즌2가 마지막 시즌이 되었다.

## 진행자
- 시즌1 최희, 연상은
- 시즌2 이다희

## 방영 시간
- 매주 월요일 밤 11시 50분 ~ 0시 5분 (2015년 7월20일)
- 매주 월요일 저녁 6시 20분 ~ 7시 20분 (2015년 7월 27일 ~ 2015년 9월 30일)
- 매주 월요일 저녁 6시 20분 ~ 7시 20분 (2017년 4월 10일 ~ 2017년 10월 23일)

## 같이 보기
- 아이 러브 베이스볼
- 베이스볼 S
- 베이스볼 투나잇
- 워너 B
- 오늘의 야구
- 야구 읽어주는 남자
- 주간야구
- 야시장
- 불야성
- 합의판정
- 스포츠 타임 베이스볼
- 랭킹 베이스볼
- 베이스볼 어워즈